# Frizington
Frizington – wieś w Anglii, w Kumbrii, w dystrykcie (unitary authority) Cumberland. Leży 51 km na południowy zachód od miasta Carlisle i 406 km na północny zachód od Londynu. W 2011 miejscowość liczyła 2558 mieszkańców.